# 飯豊町町民総合センター「あ〜す」
飯豊町町民総合センター「あ〜す」（いいでまちちょうみんそうごうセンター あーす）は、山形県西置賜郡飯豊町にある多目的ホールである。

## 概要
1991年に開館。山形県道251号椿長井線沿いに位置する。
愛称の"あ〜す"には「地球（大地・自然）と調和した豊かさを求め、 あすに向かって飛躍する新たなまちづくりの情報発信基地にしたい。」という想いが込められている。

## 沿革
- 1986年（昭和62年）2月 - 構想案完成。
- 1989年（平成元年）10月 - 着工。
- 1991年（平成3年）1月 - 保健センターとまちづくりセンターの合築として本体が完成。
- 1991年（平成3年）4月 - 一部オープン。
- 1991年（平成3年）6月 - 愛称があ〜すに決定。
- 1991年（平成3年）- 開館。
- 2006年（平成18年） - 保健センターがこどもみらい館へとリニューアル。

## 施設概要
- 構造形式：鉄筋コンクリート造
- 敷地面積：12,000m2
- 階数：地上2階
- 面積：2,815m2
- 総事業費：約11億円

## 施設

### 1F （交流空間）
- 多目的ホール
- コミュニティールーム 
  - ホールの楽屋としても使われる。
- ホワイエ
- ふれあいホール（ロビー）
- こどもみらい館
- 図書室

### 2F（学習空間）
- 第1・第2研修室
- 会議室
- 談話室

## 開館時間・休館日
開館時間
- 午前8：30 - 午後10：00（図書室は異なる。）

休館日
- 毎週月曜日
- 祝祭日
- 年末年始

## アクセス
- 電車
  - JR羽前椿駅より徒歩で10分[2]。
- 新幹線
  - JR赤湯駅より車で30分[2]。

## 周辺
- 飯豊町役場